# 라이프 앤 낫씽 벗
《라이프 앤 낫씽 벗》(La Vie Et Rien D'Autre, Life And Nothing But)은 프랑스에서 제작된 베르트랑 타베르니에 감독의 1989년 영화이다. 필립 느와레 등이 주연으로 출연하였고 르네 클레이망 등이 제작에 참여하였다.

## 출연

### 주연
- 필립 느와레
- 사빈느 아젬마

### 조연
- 파스칼 버그널
- 모리스 베리어
- 프랑수아 페로
- 장 폴 두브와스

## 기타
- 미술: 기-끌로드 프랑수아
- 의상: 자클린 모로